# Stimmkreis Wunsiedel im Fichtelgebirge
Der Stimmkreis Wunsiedel im Fichtelgebirge (Stimmkreis 409) war ein Stimmkreis in Oberfranken. Er umfasste den Landkreis Wunsiedel i.Fichtelgebirge, die Städte Rehau, Schwarzenbach a.d.Saale und den Gemeinden Regnitzlosau, Sparneck, Weißdorf, Zell im Fichtelgebirge des Landkreises Hof. Wahlberechtigt waren bei der letzten Landtagswahl 83.183 Einwohner. Im Vorfeld der Landtagswahl 2013 wurde der Stimmkreis aufgelöst und das Gebiet auf die Stimmkreise Hof und Kulmbach aufgeteilt, da dem Wahlkreis Oberfranken aufgrund der Einwohnerentwicklung eine geringere Zahl von Mandaten zukam.

## Wahl 2008
Die Landtagswahl 2008 hatte folgendes Ergebnis:
| Direktkandidat         | Partei                | Erststimmen in % | Gesamtstimmen in % | Veränderung der Gesamtstimmen im Vergleich zur Landtagswahl 2003 in % |
| ---------------------- | --------------------- | ---------------- | ------------------ | --------------------------------------------------------------------- |
| Martin Schöffel        | CSU                   | 41,1             | 40,8               | - 17,6                                                                |
| Heinz Martini          | SPD                   | 28,7             | 27,2               | - 2,9                                                                 |
| Nanne Wienands         | Bündnis 90/Die Grünen | 4,7              | 4,8                | + 0,7                                                                 |
| Rainer Schöffel        | Freie Wähler          | 10,0             | 11,5               | + 10,5                                                                |
| Reinhard Lippert       | FDP                   | 4,6              | 4,9                | + 3,8                                                                 |
| Petra Reichenberger    | REP                   | 1,5              | 1,6                | - 0,8                                                                 |
| Ralf Duppel            | ödp                   | 0,8              | 0,7                | + 0,1                                                                 |
| Sabine Puckl           | BP                    | 0,5              | 0,4                | - 0,1                                                                 |
| -                      | BüSo                  | -                | -                  | -                                                                     |
| -                      | BB                    | -                | 0,0                | 0,0                                                                   |
| Klaus Bruno Engelhardt | Die Linke             | 5,4              | 5,6                | + 5,6                                                                 |
| -                      | VIOLETTE              | -                | -                  | -                                                                     |
| Harald Bestehorn       | NPD                   | 2,6              | 2,6                | + 2,6                                                                 |
| -                      | RRP                   | -                | -                  | -                                                                     |